# مبروک زاید
مبروک زاید (عربی: مبروك زايد)؛ زادهٔ ۱۱ فوریهٔ ۱۹۷۹ یک بازیکن فوتبال اهل عربستان سعودی است.
وی همچنین در تیم ملی فوتبال عربستان سعودی بازی کرده‌است.